# Delfino Eoli

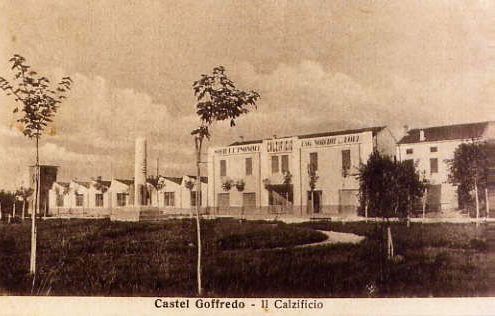
Castel Goffredo, Calzificio NO.E.MI. nel 1925-1930.

Delfino Eoli (Castel Goffredo, 1900 – Castel Goffredo, 1971) è stato un imprenditore italiano, pioniere nell'industrializzazione dell'area che diventerà poi famosa come Distretto delle calze di Castel Goffredo.

## Biografia
Squadrista della prima ora, in seguito alle vicende politiche italiane culminate con il biennio rosso, nel 1921 fu costretto a rifugiarsi a Chemnitz, in Germania, dove lavorò per circa tre anni come meccanico in un'industria tessile, apprendendo la tecnica delle macchine per la produzione di calze in cotone su telai tipo "Cotton”.
Al ritorno in Italia mise a frutto le conoscenze acquisite e nel 1925 impiantò a Castel Goffredo, assieme al fratello Oreste, ragioniere, e all'ingegnere Achille Nodari, lo storico primo calzificio che si chiamò NO.E.MI., sigla dei cognomi dei fondatori con in più l'iniziale di Milano, sede amministrativa dell'azienda, destinato a segnare l'industria e l'economia locale.
Il Calzificio NO.E.MI fu "la culla della cultura tecnico-imprenditoriale di Castel Goffredo".
L'azienda, in due anni, arrivò ad impiegare 50 dipendenti, nel tempo dette lavoro a mille persone. Negli anni Cinquanta l'azienda, entrata in difficoltà quando la moda impose le più economiche calze senza la riga,, cominciò ad affidare all'esterno alcune produzioni dando vita ad un caso di gemmazione industriale con un laboratorio in ogni casa.
Dal 1931 al 1933 e dal 1938 al 1942 ricoprì la carica di podestà di Castel Goffredo.
Morì a Castel Goffredo all'età di 71 anni.